# 东溪街道 (宁远县)
东溪街道是中华人民共和国湖南省永州市宁远县下辖的一个街道办事处。2015年，将宁远县文庙街道分设为文庙街道、东溪街道。

## 行政区划
东溪街道下辖以下村级行政区划单位：
东溪社区、东郊村、柳塘村、跳蹾石村、唐家山村、朝斗坝村、逍遥岩村、石板塘村、五里庵村、罗家村、东塘村、黄龙头村、瓦窑头村、大路脚村、昌田洞村、白面下村、城头寨村和周家村。